# 清田耕造
清田 耕造（きよた こうぞう、1972年 - ）は、日本の経済学者。慶應義塾大学教授。
専攻分野は国際貿易、直接投資。

## 来歴・人物
1996年慶應義塾大学経済学部卒業。2001年同大学院経済学研究科博士課程単位取得退学。
2002年学位論文「サービス貿易の実証分析」で博士（経済学）の学位を取得。
2001年4月より2003年3月まで横浜国立大学経営学部専任講師、2003年4月より同助教授、2007年4月より同大学院国際社会科学研究科・経営学部准教授、2013年より慶應義塾大学産業研究所教授。
2013年10月に日本国際経済学会第3回特定領域研究奨励賞(小田賞)を受賞。2015年11月に日本経済研究センター第58回日経・経済図書文化賞を受賞。受賞作は『拡大する直接投資と日本企業-世界のなかの日本経済：不確実性を超えて7』であった。
2017年に日本経済学会・石川賞を受賞。
著書『日本の比較優位:国際貿易の変遷と源泉』では、日本国の貿易の変遷と比較優位を証拠に基づいて分析し、貿易と生産要素をつなぐメカニズムを明らかにし、クロス・インダストリー分析、マルチ・コーン・モデル、ヘクシャー＝オリーン・モデルの適用可能性を示した。チャイナショックと雇用に関する研究も行っている。
所属学会は、日本国際経済学会、日本経済学会。

## 著書

### 単書
- 『拡大する直接投資と日本企業』（NTT出版, 2015年）ISBN 978-4-7571-2319-9
- 『日本の比較優位：国際貿易の変遷と源泉』（慶應義塾大学出版会, 2016年）ISBN 9784766423747

### 共著
- 『実証から学ぶ国際経済』（有斐閣, 2017年）（神事直人との共著）ISBN 978-4-641-16517-5